# فريد إيفانز (ملاكم)
فريد إيفانز (بالإنجليزية: Fred Evans)‏ مواليد 4 فبراير 1991 في كارديف، ويلز، هو ملاكم ويلزي. شارك في دورة الألعاب الأولمبية الصيفية سنة 2012 وحقق الميدالية الفضية فيها.

## الميداليات
| الميدالية | المسابقة                       |
| --------- | ------------------------------ |
| فضية      | الألعاب الأولمبية الصيفية 2012 |

## روابط خارجية
- فريد إيفانز على موقع بوكس ريك (الإنجليزية) (registration required)
- فريد إيفانز على موقع اللجنة الأولمبية الدولية (الإنجليزية)
- فريد إيفانز على موقع أوليمبيديا (الإنجليزية)
- فريد إيفانز على موقع اللجنة الأولمبية البريطانية (الإنجليزية)